# Nesoluma
Genre
Classification phylogénétique
Nesoluma est un genre de plantes à fleurs de la famille des Sapotaceae, comptant trois espèces. Ce sont des arbres originaires de Polynésie.
Selon Plants of the World Online, ce taxon est un synonyme de Sideroxylon.

## Liste d'espèces
- Nesoluma nadeaudii  (Drake) Pierre ex H.J.Lam  -  Présente en Polynésie française
- Nesoluma polynesicum (Hillebr.) Baill - dite Keahi, présente dans les Îles Cook, à Tubuai et  Hawaï

## Espèce anciennement placée dans ce genre
- Sideroxylon st-johnianum (H.J.Lam & B.Meeuse) Smedmark & Anderb., en tant que Nesoluma st-johnianum H.J.Lam & B.Meeuse